# Айтарея-упанішада
«Айтарея-упанішада» ( Aitareya upaniṣad IAST) — одна з найдавніших Упанішад канону мукха, прокоментованих Шанкарою. Вона примикає до «Ріг-веди» і стоїть під номером 8 у каноні муктіка, що складається з 108 Упанішад.
Є коротким прозовим текстом ведичним санскритом, що складається з 33 віршів і розділений на три розділи. Є четвертою, п'ятою і шостою главою другої книги давнішого ведичного тексту — «Айтарея-араньяки».
Ріші «Айтарея-араньяки» і «Айтарея-брахмани» — це Айтарея Махідаса. У «Чхандогья-упанішаді» говориться, що Айтарея Махідаса прожив 116 років.
У першому розділі тексту, атман представлений як божественний Творець. У другому розділі описуються три народження атмана, а в третьому розділі — якості «Я» або Брахмана. Там міститься один з найвідоміших афоризмів веданти «прагьянам Брахма» — один з «великих висловілювань» махавакья.

## Цікаві факти
- Режисер Девід Лінч на початку свого фільму «Внутрішня імперія» розмістив фразу з «Айтарея-упанішади» про те, що людина подібна павуку, який живе в витканій ним павутині.[2]